# Tribüne Bergpreis 1973
Der Tribüne Bergpreis 1973 war die 17. Austragung des seit 1957 ausgefahrenen Straßenradrennens in der DDR. Es fand vom 15. bis 17. Juni als Etappenrennen statt. Sieger wurde Wolfgang Lötzsch.

## Strecke
Start und Ziel lagen in Blankenburg im Harz. 1973 wurde das Rennen über drei Etappen mit einem Bergzeitfahren, einem Straßenrennen und einem Kriterium, ausgefahren. Die Gesamtlänge betrug 202 Kilometer.

## Rennverlauf
Veranstalter war der Deutsche Radsportverband der DDR, organisiert wurde das Rennen von der BSG Lok Blankenburg und von der Tageszeitung des FDGB „Tribüne“ unterstützt. Am Start waren Radrennfahrer aus der Tschechoslowakei, der Schweiz, Polen und der DDR.
Die 1. Etappe war ein Bergzeitfahren über 1,973 Kilometer hinauf zum Schloss Blankenburg (Harz). Michael Schiffner fuhr die schnellste Zeit und gewann mit 7 Sekunden Vorsprung auf Michael Milde.
Die 2. Etappe führte rund um Blankenburg. Der Sieger des Zeitfahrens Schiffner verpasste den Anschluss an eine Spitzengruppe von sieben Fahrern. Michael Milde gewann das Rennen mit geringem Vorsprung vor Lothar Grüner.
Die 3. Etappe wurde als Kriterium in Blankenburg ausgetragen. Reinhard Langanke gewann vor Wolfgang Lötzsch. Lötzsch war in allen drei Rennen in der Spitze vertreten und sicherte sich so den Gesamtsieg.

## Ergebnis
|     | Fahrer              | Verein/Ort                 | Zeit (h)       |
| --- | ------------------- | -------------------------- | -------------- |
| 01. | Wolfgang Lötzsch    | BSG Wismut Karl-Marx-Stadt | 7:07:48        |
| 02. | Michael Milde       | TSC Berlin                 | + 1:09 Minuten |
| 03. | Lothar Grüner       | SC Dynamo Berlin           | + 1:14 Minuten |
| 04. | Horst Wagner        | SC DHfK Leipzig            | + 1:31 Minuten |
| 05. | Dietmar Schlittchen | SC DHfK Leipzig            | + 1:36 Minuten |
| 06. | Günter Bertram      | SC Dynamo Berlin           | + 1:39 Minuten |
| 0 … |                     |                            |                |